# Glyphodes xanthostola
Glyphodes xanthostola là một loài bướm đêm trong họ Crambidae.